# آندرس اریکسون (بازیکن فوتبال)
آندرس اریکسون (فنلاندی: Anders Eriksson؛ زادهٔ ۱۹ آوریل ۱۹۶۵) بازیکن فوتبال اهل فنلاند است.
از باشگاه‌هایی که در آن بازی کرده‌است می‌توان به باشگاه فوتبال اینتر تورکو، باشگاه فوتبال اوسترش، باشگاه فوتبال ماریهامن، باشگاه فوتبال لین، باشگاه فوتبال رووانیمی پالوسئورا، باشگاه فوتبال یارو، و باشگاه فوتبال برینا اشاره کرد.
وی همچنین در تیم ملی فوتبال فنلاند بازی کرده‌است.